# Pierre-Hyacinthe Caseaux
Pierre-Hyacinthe Caseaux était un négociant et forgeron, spécialisé dans la fabrication de clous à épingles, qui a le premier lancé la fabrication de lunettes à fines montures, appelées aussi bésicles, dans les villages voisins de Morbier et Morez, au cœur du Jura français. 

## Biographie
Fils de laboureur, Pierre-Hyacinthe Caseaux est né à Vaux-sur-Poligny le 4 octobre 1744. Il est d'abord répertorié comme négociant en 1776. En 1778, à l'âge de 34 ans, il fonde sa propre clouterie au hameau des "Rivières", sur la commune de Prémanon. Il possède alors un atelier aux Arçets, également sur la commune de Prémanon, et décide de travailler le fil de fer, en particulier pour réparer des lunettes endommagées. La date de 1796 est souvent mentionnée comme celle de sa première paire de lunettes, mais sans source précise.
La création de son entreprise s'effectue dans un secteur du Jura, où le travail du métal en précision, pour l'industrie horlogère, est déjà très répandu. En 1789, Morez a 76 horlogers pour un millier d'habitants et exporte ses composants horlogers jusqu'au Gévaudan. L'abondance de fil de fer et l'habileté croissante de la main-d'œuvre, en plus des sites permettant d'utiliser l'énergie de l'eau, ont facilité la transition vers la lunetterie.
Au début du XIXe siècle, il emploie 13 ouvriers pour produire annuellement 300 douzaines de lunettes. En 1809, il entreprend la fabrication de tuiles et meurt ruiné en 1814.
Jusqu'en 1825, aucun autre lunettier ne figure sur les archives moréziennes. Viennent ensuite les établissements de Pierre-Hyacinthe Lamy (1789 - 1852), filleul et apprenti de Pierre-Hyacinthe Caseaux et son père, Louis-Felix Lamy, qui emploient chacun deux ouvriers. Ensuite, de 1826 à 1848, la production des ateliers moréziens passe de 3 000 lunettes à 720 000, puis atteint 11 millions de pièces en 1882.
Le 23 décembre 1826, douze ans après sa mort, sa veuve et ses héritiers font une demande au maire de Morez pour que la commune prenne à sa charge l'établissement pour lequel Caseaux avait été « réduit à contracter des emprunts ». En 1895, se crée l'école de lunetterie d'optique. En 1993, Morez produisait 9 millions de lunettes, soit 5 % du marché mondial et en 2010, la production annuelle est toujours de 10 millions de lunettes, avec plus de 1 500 ouvriers dans le canton de Morez.